# Увис Балинскис
Увис Јанис Балинскис (лет. Uvis Jānis Balinskis; Вентспилс, 1. август 1996) професионални је летонски хокејаш на леду који игра на позицијама одбрамбеног играча. 
Члан је сениорске репрезентације Летоније за коју је на међународној сцени дебитовао на светском првенству 2017. године.
Професионалну каријеру започео је 2015. године поптисивањем првог професионалног уговора са КХЛ лигашем из Риге Динамом. Током прве две професионалне сезоне наступао је и у дресу Динамове филијале у Омладинској лиги ХК Риги. 